# Wells Branch, Texas
Wells Branch là một nơi ấn định cho điều tra dân số (CDP) thuộc quận Travis, tiểu bang Texas, Hoa Kỳ. Năm 2010, dân số của nơi này là 12120 người.

## Dân số
- Dân số năm 2000: 11271 người.
- Dân số năm 2010: 12120 người.